# Bili Školj
Bili Školj je nenaseljeni otočić uz zapadnu obalu Istre, između Funtane i Poreča.
Površina otoka je 1784 m2, a visina oko 5 metara.
U Državnom programu zaštite i korištenja malih, povremeno nastanjenih i nenastanjenih otoka i okolnog mora Ministarstva regionalnoga razvoja i fondova Europske unije, svrstan je pod "manje
nadmorske tvorbe (hridi različitog oblika i veličine)". Pripada općini Funtana.